# Kołbaskowo (stacja kolejowa)
Kołbaskowo – dawna stacja kolejowa na linii kolejowej nr 409 w Kołbaskowie, w województwie zachodniopomorskim, w Polsce.